# Invasione mongola dell'Europa
L'invasione mongola dell'Europa nel XIII secolo fu lo sforzo militare dei Mongoli per invadere e conquistare l'Europa. Essa implicò la violenta e incontrollata distruzione dei principati e delle principali città slave orientali, come Kiev e Vladimir. Le invasioni mongole colpirono anche l'Europa centrale, facendo guerra al Regno d'Ungheria (nella battaglia di Mohi) e causando la frammentazione della Polonia, nella battaglia di Legnica.
Le operazioni furono pianificate dal generale Subedei e condotte da Batu Khan e Kadan, entrambi nipoti di Gengis Khan. Come risultato delle vittoriose invasioni, molti dei territori conquistati sarebbero diventati parte dell'impero dell'Orda d'Oro.
Gli storici considerano le incursioni e le invasioni mongole come alcuni dei più sanguinosi conflitti nella storia umana fino a tutto quel periodo. Brian Landers sostiene che: "Un solo impero in particolare superò chiunque fosse venuto prima, e attraversò dall'Asia all'Europa in un'orgia di violenza e distruzione. I Mongoli portarono il terrore in Europa su una scala mai più vista fino al ventesimo secolo." Diana Lary afferma che le invasioni mongole indussero una migrazione della popolazione "su una scala mai vista prima", particolarmente in Asia centrale ed Europa orientale. Ella aggiunge: "L'imminente arrivo delle orde mongole spargeva terrore e panico."
I principi europei in guerra tra loro si resero conto che dovevano cooperare di fronte alla minaccia di un'invasione mongola, così le guerre e i conflitti locali in alcune parti dell'Europa centrale furono sospesi, solo per essere ripresi dopo che i Mongoli si erano ritirati.

## Invasioni e conquiste delle terre dei Rus'

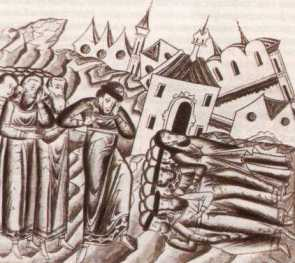
Ritorno a Vladimir di Jaroslav II di Vladimir dopo la distruzione mongola. Dagli annali medievali russi.

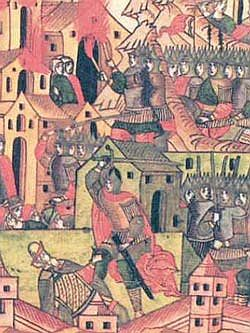
L'esercito mongolo cattura una città dei Rus'.

Ögedei Khan ordinò a Batu Khan di conquistare la Russia nel 1235. La forza principale, guidata dai figli di Djuci e dai loro cugini, Möngke Khan e Güyük Khan, arrivò a Rjazan' nel dicembre 1237. Rjazan' rifiutò di arrendersi, e i Mongoli la saccheggiarono e poi assalirono Suzdal'. Molti eserciti rus' furono sconfitti; il gran principe Juri fu ucciso sul fiume Sit (4 marzo 1238). Le città più importanti come Vladimir, Toržok e Kozel'sk furono catturate.
Dopo, i Mongoli volsero la loro attenzione alla steppa, schiacciando i Kipčaki e gli Alani e saccheggiando la Crimea. Batu apparve in Ucraina nel 1239, saccheggiando Perejaslav e Černigov. La maggior parte dei principi russi fuggirono quando divenne chiaro che la resistenza era vana. I Mongoli posero l'assedio a Kiev e poi la saccheggiarono il 6 dicembre 1240 e conquistarono Galič e Volodymyr-Volyns'kyj. Batu inviò un piccolo distaccamento per mettere alla prova i Polacchi prima di passare all'Europa Centrale. Una colonna fu messa in rotta dai Polacchi mentre l'altra sconfisse l'esercito polacco e ritornò.
I Mongoli avevano acquisito la polvere da sparo cinese, alla quale ricorsero con grande successo in battaglia durante l'invasione dell'Europa.

## Invasione nell'Europa centrale
L'attacco contro l'Europa fu pianificato ed eseguito da Subedei, che ottenne forse la sua fama più duratura con le sue vittorie . Dopo aver devastato i vari principati russi, inviò spie in Polonia e Ungheria e fino in Austria orientale, in preparazione di un attacco nel cuore dell'Europa. Avendo un quadro chiaro dei regni europei, preparò un attacco comandato nominalmente da Batu Khan e da altri due principi imparentati con la famiglia. Batu Khan, figlio di Djuci, era il capo supremo, ma Subedei era lo stratega e il comandante in campo e, come tale, fu presente sia nella campagna settentrionale sia in quella meridionale contro i principati russi. Comandò anche la colonna centrale che mosse contro l'Ungheria. Mentre la forza settentrionale di Kadan vinceva la battaglia di Legnica e l'esercito di Güyük trionfava in Transilvania, Subedei li stava aspettando sulla pianura ungherese. L'esercito appena riunito si ritirò poi sul fiume Sajó dove inflisse una decisiva sconfitta al re Béla IV d'Ungheria nella battaglia di Mohi. Di nuovo, Subedei pianificò l'operazione, che si sarebbe rivelata una delle sue più grandi vittorie.

### Invasione della Polonia frammentata
I Mongoli invasero l'Europa centrale con tre eserciti. Un esercito sconfisse un'alleanza che includeva le forze della Polonia (al tempo frammentata tra vari principati) e i membri di vari ordini religiosi cavallereschi, guidati da Enrico II il Pio, duca di Slesia, nella battaglia di Legnica. Un secondo esercito attraversò i Monti Carpazi e un terzo seguì il Danubio. Gli eserciti si raggrupparono e schiacciarono l'Ungheria nel 1241, sconfiggendo l'esercito ungherese nella battaglia di Mohi l'11 aprile 1241. La devastante invasione mongola uccise metà della popolazione ungherese di allora. Gli eserciti spazzarono le pianure dell'Ungheria durante l'estate e nella primavera del 1242, ripresero slancio ed estesero il loro controllo fino in Austria e in Dalmazia e Moravia. Il Gran Khan, tuttavia, era morto nel dicembre 1241 e, all'udire la notizia, tutti i "Principi del Sangue" di Gengis Khan tornarono in Mongolia per eleggere il nuovo Khan.

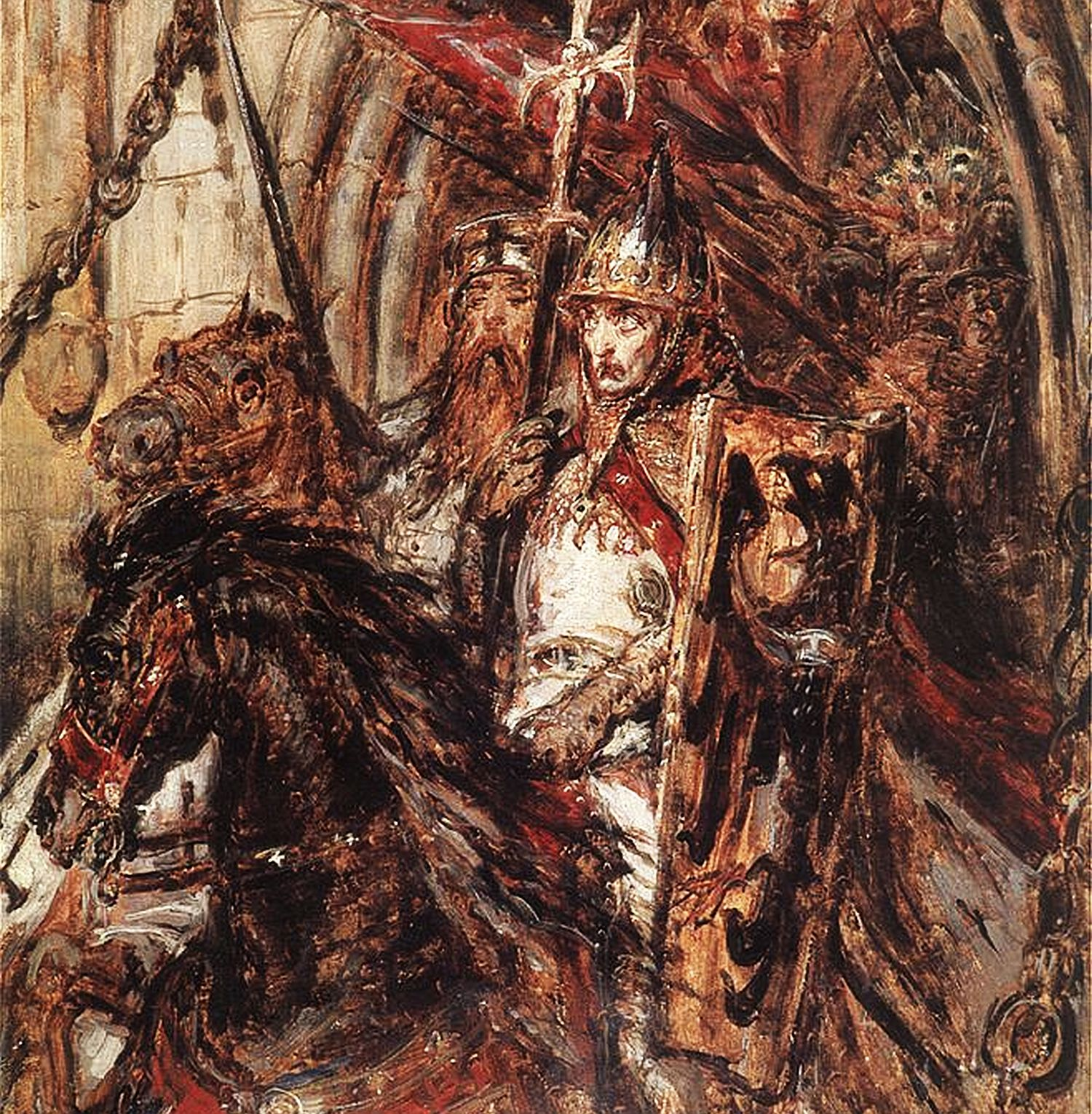
Enrico II il Pio, che perse la vita nella battaglia di Legnica, dipinto del XIX secolo di Jan Matejko.

Dopo aver saccheggiato Kiev, Batu Khan inviò un gruppo di truppe più piccolo in Polonia, distruggendo Lublino e sconfiggendo un inferiore esercito polacco. Altri elementi — non parte della forza principale mongola — trovarono difficoltà vicino alla frontiera polacco-galiziana. Quanto alla Polonia, i Mongoli la stavano semplicemente attraversando e gli sforzi di re Venceslao contavano poco nelle considerazioni strategiche mongole.

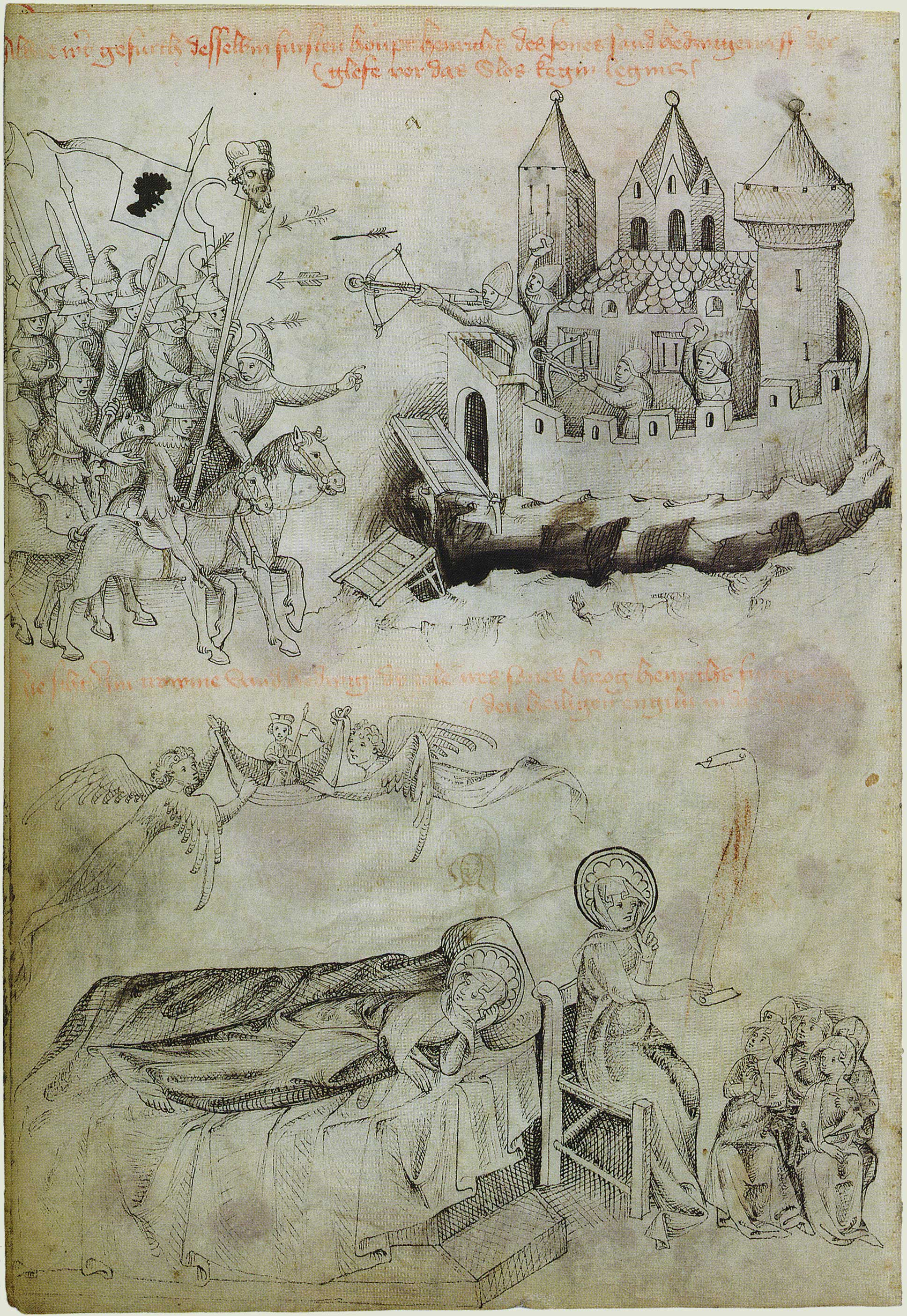
I Mongoli a Legnica mostrano la testa del re Enrico II del Ducato di Slesia.

I Mongoli raggiunsero poi Polaniec sul fiume Czarna Hańcza, dove posero l'accampamento. Là, il Voivoda li attaccò con i cavalieri cracoviani rimanenti, che erano pochi di numero, ma decisi a sgominare l'invasore o a morire. La sorpresa diede ai Polacchi un iniziale vantaggio ed essi riuscirono a uccidere molti soldati mongoli. Quando gli invasori si resero conto dell'effettiva debolezza numerica dei Polacchi, si raggrupparono, sfondarono attraverso le file polacche e li sconfissero. Durante i combattimenti, molti prigionieri di guerra polacchi trovarono il modo di fuggire e di nascondersi nei boschi vicini. La sconfitta polacca fu in parte influenzata dal fatto che i cavalieri polacchi inizialmente vittoriosi erano stati distratti dal saccheggio.

### Invasione del Regno d'Ungheria
L'esercito mongolo era basato sulla cavalleria leggera, una delle cui tattiche principali era di assaltare improvvisamente la posizione nemica. Tuttavia, se il nemico resisteva o serrava i ranghi, la cavalleria leggera era insufficiente per ottenere una vittoria. Un'altra tattica significativa era di fingere una ritirata, nella quale la cavalleria leggera avrebbe attaccato il nemico e si sarebbe poi ritirata, apparentemente fuggendo. Il nemico idealmente si sarebbe gettato all'inseguimento e si sarebbe disorganizzato, scoprendosi all'attacco di unità di riserva nascoste. La cavalleria leggera si sarebbe allora riformata e avrebbe attaccato i fianchi o la retroguardia delle forze nemiche. Alla fine dell'XI secolo, la maggioranza dell'esercito ungherese consisteva di sergenti a cavallo (cavalieri pesanti) e della fanteria. Gli alleati ungheresi, alcuni dei quali usavano ancora lo stile di combattimento della cavalleria leggera, includevano i Cumani, che si erano stabiliti in Ungheria non molto tempo prima dell'invasione mongola. Essi erano incaricati di fornire la forza di cavalleria leggera nell'esercito ungherese. Tuttavia, gli Ungheresi accusarono i Cumani di essere spie mongole a causa della tattica mongola di usare forze cumane. Dopo un sanguinoso combattimento, gli Ungheresi uccisero Köten (capotribù dei Cumani) e le sue guardie del corpo; i Cumani rimanenti fuggirono nei Balcani. Dopo l'invasione mongola, Béla IV d'Ungheria richiamò i Cumani in Ungheria per ripopolare gli insediamenti devastati dalla guerra. I nomadi cumani successivamente si stabilirono in tutta la grande pianura ungherese. I Cumani erano violenti nei confronti delle popolazioni locali e il loro stile di vita nomade era molesto per i contadini ungheresi, ma il re li favoriva.
Intorno al 1241, il Regno d'Ungheria era in gran parte simile a qualsiasi altro regno feudale d'Europa: sebbene il trono fosse ancora ereditato dai successori di Árpád, l'autorità e il potere del re erano grandemente ridotti. Ai ricchi magnati importava meno della sicurezza nazionale dell'intero regno che delle piccole dispute feudali con gli altri proprietari terrieri. La Bolla d'Oro del 1222 emessa da re Andrea II autorizzava i magnati a ribellarsi contro il re in alcune circostanze, e lo rendeva solo primus inter pares (primo tra pari). Béla IV tentò di restaurare l'autorità e il potere precedenti del re, senza molto successo.
Gli Ungheresi avevano appreso per la prima volta della minaccia mongola nel 1229, quando re Andrea concesse asilo ad alcuni boiari russi in fuga. Alcuni Magiari, lasciati indietro durante la migrazione principale verso la Pianura Pannonica, vivevano sulle rive dell'alto Volga (si crede da parte di alcuni che i discendenti di questo gruppo siano i moderni Baschiri, sebbene questo popolo ora parli una lingua turca, non il magiaro). Nel 1237 un frate domenicano, Giuliano, partì con una spedizione per riportarli indietro, e fu rimandato da re Béla con una lettera di Batu Khan. In questa lettera, Batu invitava il re ungherese a cedere il suo regno incondizionamente alle forze tatare o ad affrontare la completa distruzione. Béla non rispose, e altri due messaggi furono in seguito consegnati in Ungheria. Il primo, nel 1239, fu inviato dalle tribù cumane sconfitte, che chiesero e ricevettero asilo in Ungheria. Il secondo fu inviato nel febbraio 1241 dai principi polacchi sconfitti.
Solo allora re Béla invitò i suoi magnati a unirsi al suo esercito in difesa del paese. Chiese anche aiuto al papato e ai sovrani europei occidentali. L'aiuto straniero venne sotto forma di un piccolo distaccamento di cavalieri sotto la guida di Federico II di Babenberg, ma era troppo piccolo per cambiare l'esito della campagna. Inoltre la maggioranza dei magnati ungheresi non si rendevano conto dell'urgenza della questione. Alcuni potrebbero aver sperato che una sconfitta dell'esercito reale avrebbe costretto Béla a interrompere i suoi sforzi di accentramento e a rafforzare così il loro potere.
Sebbene il pericolo mongolo fosse reale e imminente, l'Ungheria non era preparata ad affrontarlo; nelle menti di un popolo che era vissuto libero dalle invasioni nomadi nelle ultime centinaia d'anni, un'invasione sembrava impossibile, e l'Ungheria non era più una popolazione formata prevalentemente da soldati. Solo i ricchi nobili erano addestrati come cavalleria con armature pesanti. Gli Ungheresi avevano da lungo tempo dimenticato la strategia e le tattiche di cavalleria leggera dei loro antenati, che erano simili a quelle ora utilizzate dai Mongoli, come anche dai loro predecessori, gli Unni.
L'esercito ungherese (circa 60 000 uomini alla vigilia della battaglia di Mohi) era composto di singoli cavalieri dotati di conoscenza tattica, disciplina, e di talentuosi comandanti. Poiché il suo esercito non era esperto nella guerra nomade, re Béla accolse volentieri il capotribù cumano Köten (noto anche come Kotony) e i suoi combattenti. Tuttavia, l'invito ai Cumani si rivelò dannoso in quanto Batu Khan giustificò la sua invasione dell'Ungheria con il fatto che Béla stesse dando asilo ai Cumani, un gruppo che Batu Khan considerava come ribelli e traditori dell'Impero mongolo. Dopo che in Ungheria cominciarono a circolare voci che i Cumani erano agenti dei Mongoli, alcuni Ungheresi dalla testa calda attaccarono l'accampamento cumano e uccisero Kotony. Questo spinse i Cumani infuriati a cavalcare verso sud, depredando, devastando le campagne e massacrando la popolazione magiara priva di sospetti. Le truppe austriache si ritirarono in Austria poco dopo per ottenere altri aiuti da Occidente. Gli Ungheresi ora rimanevano da soli a difesa del loro paese.

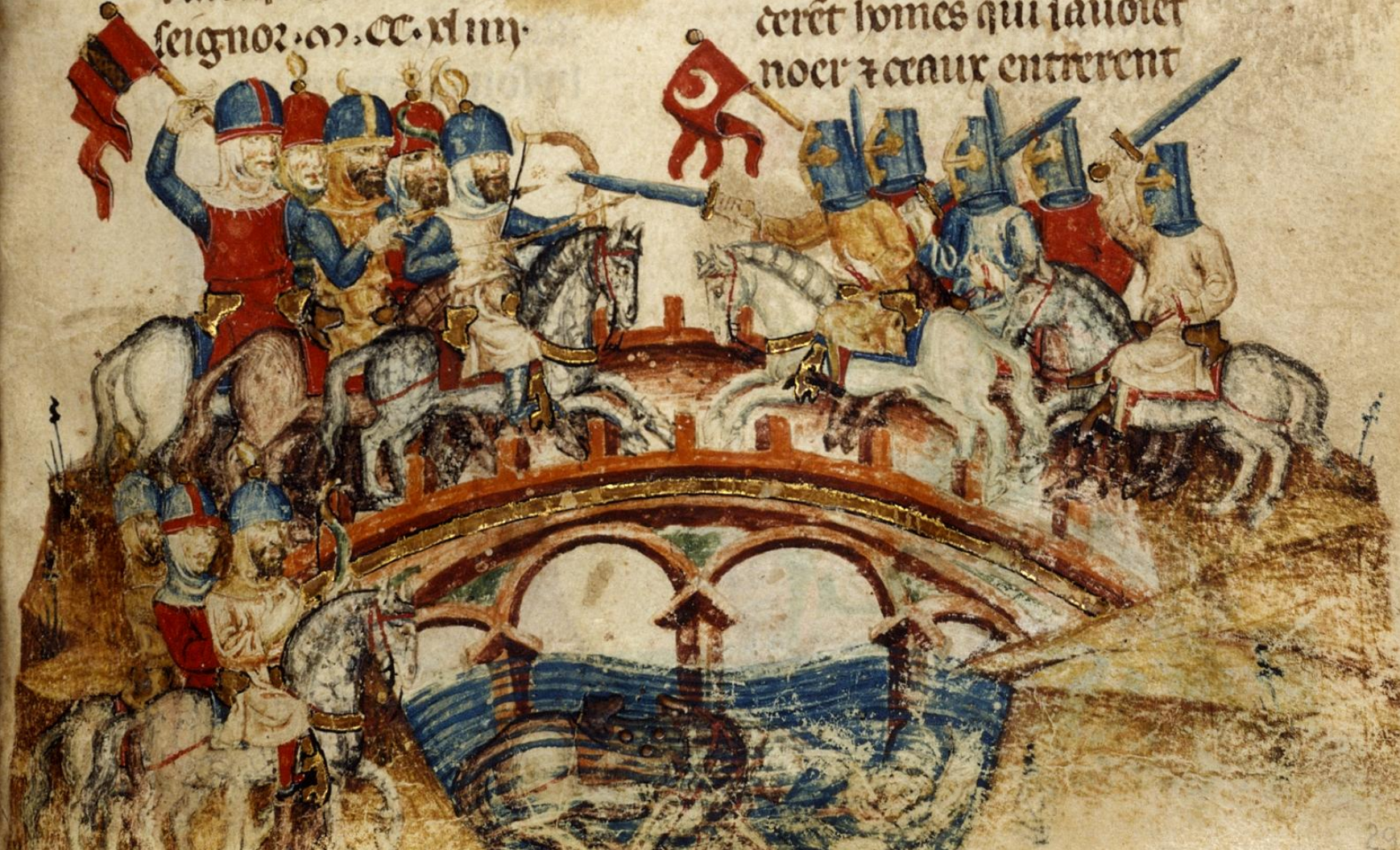
Battaglia di Mohi in un dipinto di epoca medievale

L'esercito ungherese arrivò e si accampò presso il fiume Hornád il 10 aprile 1241 senza essere stato sfidato direttamente dai Mongoli. Questi incominciarono il loro attacco la notte successiva; presto fu chiaro che gli Ungheresi erano perduti. Mentre il re fuggiva con l'aiuto della sua guardia del corpo, ciò che restava dell'esercito ungherese fu ucciso senza pietà dai Mongoli o affogò nel fiume mentre tentava di fuggire. I Mongoli ora occuparono sistematicamente le grandi pianure ungheresi, le pendici dei Monti Carpazi settentrionali e la Transilvania. Dove trovarono resistenza locale, uccisero spietatamente la popolazione. Dove i locali non offrirono resistenza, costrinsero gli uomini a servire l'esercito mongolo. Ancora, decine di migliaia evitarono la dominazione mongola trovando rifugio dietro le mura delle poche fortezze esistenti o nascondendosi nelle foreste o nelle grandi paludi lungo i fiumi. I Mongoli, invece di lasciar perdere le popolazioni ormai indifese ed inermi e di continuare la loro campagna attraverso la Pannonia verso l'Europa Occidentale, trascorsero l'intera estate e l'autunno a rendere sicuri e pacificare i territori occupati. Poi durante l'inverno, contrariamente alla tradizionale strategia degli eserciti nomadi che iniziavano le campagne solo a primavera, attraversarono il Danubio e continuarono la loro occupazione sistematica, compresa la Pannonia. Alla fine raggiunsero le frontiere austriache e le coste adriatiche in Dalmazia. I Mongoli nominarono un darughachi in Ungheria e coniarono monete a nome di Khagan. Secondo Michael Prawdin, il paese di Béla fu assegnato da Batu a Orda come appannaggio. Almeno il 20%-40% della popolazione morì, per i massacri o le epidemie. Ruggero di Puglia, un monaco e cronista italiano che assistette e sopravvisse all'invasione, di cui lasciò un importante resoconto nella sua opera Carmen Miserabile super Destructione Regni Hungariae per Tartaros, sottolineò non solo l'elemento genocida dell'occupazione, ma anche che i Mongoli "trovavano particolare piacere" nell'umiliare le donne locali. Ma mentre i Mongoli rivendicavano il controllo dell'Ungheria, non poterono occupare le città fortificate come Albareale, Strigonio, Vesprimia, Tihany, Giavarino, Pannonhalma, Moson, Odenburgo, Vasvár, Újhely, Zala, Léka, Presburgo, Nitra, Komárom, Fülek e Abaújvár. Imparando da questa lezione, le fortezze arrivarono a svolgere un ruolo significativo in Ungheria. Re Béla IV ricostruì il paese e investì nelle fortificazioni. A fronte di una carenza di denaro, accolse con favore l'insediamento di famiglie, investitori e mercanti ebrei, concedendo loro i diritti di cittadinanza. Il Re accolse anche decine di migliaia di Kun (Cumani) che erano fuggiti dal paese prima dell'invasione.
Il 25 dicembre 1241 i Mongoli utilizzarono le frecce di fuoco cinesi contro la città di Buda, che alla fine riuscirono a sopraffare. Durante la primavera del 1242, Ögedei Khan morì all'età di cinquantasei anni dopo una baldoria a base di bevute durante una partita di caccia. Batu Khan, che era uno dei contendenti al trono imperiale, ritornò subito con i suoi eserciti in Asia, lasciando tutti i territori invasi in Europa Orientale spopolati e in rovine (prima del ritiro, Batu Khan ordinò l'esecuzione indiscriminata dei prigionieri). Ma grazie al suo ritiro, l'Europa Occidentale si salvò senza danni.
Alcuni storici ungheresi sostengono che la lunga resistenza dell'Ungheria contro i Mongoli abbia in realtà salvato l'Europa Occidentale, benché molti storici europei occidentali rifiutino questa interpretazione. Essi sottolineano che i Mongoli evacuarono l'Ungheria di loro spontanea volontà, e che l'Europa Occidentale evitò gli attacchi mongoli a causa della morte improvvisa di Ögedei Khan, non per l'impegno degli Ungheresi. Altri storici europei e americani hanno messo in dubbio che i Mongoli sarebbero mai stati in grado, o che avrebbero perfino desiderato, di continuare la loro invasione in Europa ad ovest della pianura ungherese, data la situazione logistica in Europa e il loro bisogno di tenere grandi numeri di cavalli sul campo per conservare la loro mobilità strategica.
L'invasione mongola insegnò ai Magiari una lezione semplice: sebbene i Mongoli avessero distrutto la campagna, i forti e le città fortificate erano sopravvissuti. Per migliorare le loro capacità di difesa per il futuro, essi dovevano costruire forti, non solo ai confini ma anche dentro il paese. Durante i decenni rimanenti del XIII secolo e per tutto il XIV secolo, i re donarono sempre più terre reali ai magnati a condizione che essi costruissero forti e ne assicurassero le difese.

### Invasione del Regno di Croazia

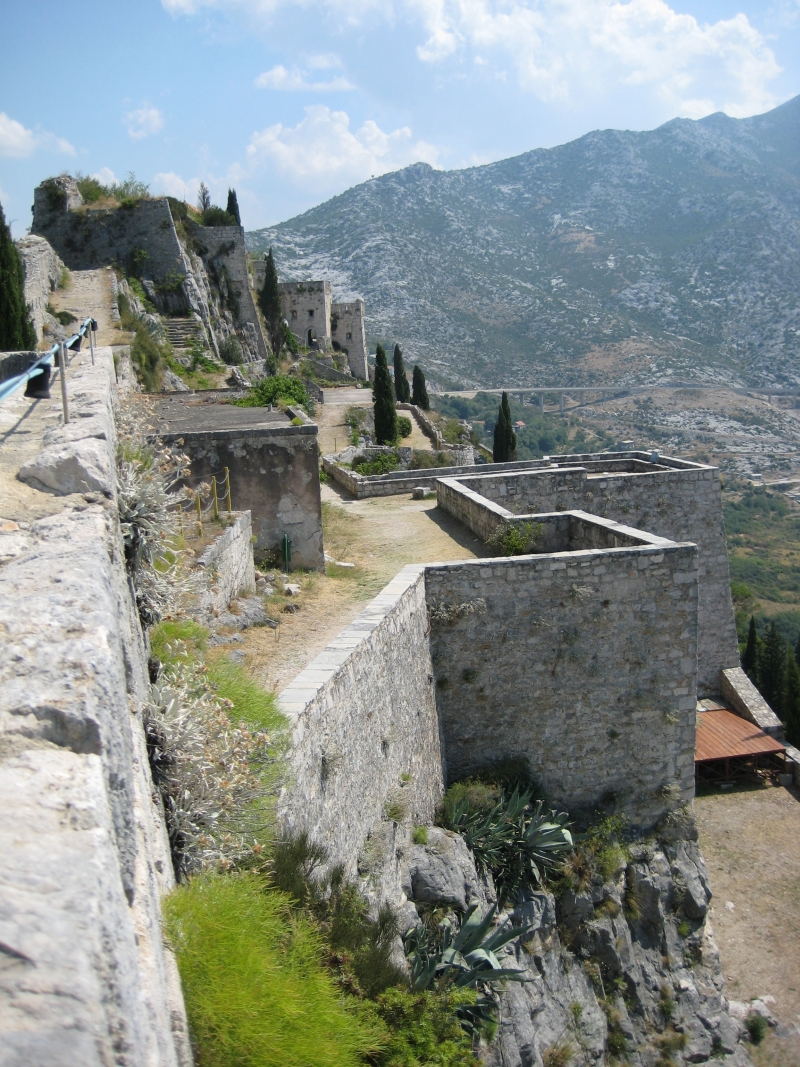
Presso la fortezza di Clissa i Mongoli subirono la sconfitta nel 1242.

Durante il Medioevo, il Regno di Croazia era in un'unione personale con il Regno di Ungheria, con Béla IV come re.
Quando fu messo in rotta sulle rive del fiume Sajó nel 1241 dai Mongoli, Béla IV fuggì nell'odierna Zagabria in Croazia. Batu inviò alcuni tumen (grosso modo 20 000 armigeri) sotto Khadan all'inseguimento di Bela. L'obiettivo principale non era la conquista della città, ma la cattura del re arpade. Zagabria, scarsamente fortificata, non fu in grado di resistere all'invasione e fu distrutta, la sua cattedrale bruciata dai Mongoli. In preparazione di una seconda invasione, a Gradec fu accordata una concessione reale (Bolla d'Oro del 1242) da re Béla IV, dopo di che i cittadini di Zagabria si impegnarono nella costruzione di mura e torri difensive intorno al loro insediamento.
L'inseguimento di Béla IV da parte dei Mongoli continuò da Zagabria attraverso la Pannonia fino in Dalmazia. Mentre lo inseguivano, i Mongoli sotto la guida di Kadan (Qadan) subirono una grave sconfitta presso la fortezza di Clissa in Croazia nel marzo 1242. I Mongoli inseguirono Béla IV di città in città fino in Dalmazia, mentre la nobiltà croata e le città dalmate come Traù e Arbe aiutarono Béla IV a fuggire. Dopo la loro sconfitta contro i soldati croati, i Mongoli si ritirarono e a Béla IV furono concesse le città e la nobiltà croate. Solo la città di Spalato non aiutò Béla IV nella sua fuga dai Mongoli. Alcuni storici sostengono che il terreno montuoso della Dalmazia croata fu fatale per i Mongoli a causa delle grandi perdite che subirono a seguito delle imboscate croate tese nei passi montani. La maggior parte degli storici sostiene che la morte di Ögedei Khan fu la ragione primaria per la ritirata. In ogni caso, benché gran parte della Croazia fosse stata saccheggiata e distrutta, l'occupazione a lungo termine non ebbe successo.
Santa Margherita (27 gennaio 1242 - 18 gennaio 1271), una figlia di Béla IV e Maria Laskarina, nacque nella fortezza di Clissa durante l'invasione mongola dell'Ungheria-Croazia nel 1242.

### Impatto sui principati romeni
L'invasione mongola del 1241 colpì per prime la Moldavia e la Valacchia (situate a est dei Carpazi). Decine di migliaia di Valacchi e di Moldavi persero le loro vite difendendo i loro territori dall'Orda d'Oro. Sembra che le coltivazioni e i beni depredati dagli insediamenti valacchi siano stati la principale fonte di rifornimenti per l'Orda d'Oro. Gli invasori uccisero fino a metà della popolazione e bruciarono la maggior parte dei loro insediamenti, distruggendo così gran parte delle testimonianze culturali ed economiche di quel periodo. Né i Valacchi né l'esercito dell'Ungheria offrirono molta resistenza contro i Mongoli. La rapidità dell'invasione prese molti di sorpresa e li costrinse a ritirarsi e a nascondersi nelle foreste e nelle valli chiuse dei Carpazi. Alla fine, tuttavia, l'obiettivo principale dell'invasore era il Regno d'Ungheria.

## Tattica europea contro i Mongoli
Il tradizionale metodo europeo della guerra del combattimento di mischia tra i cavalieri finì in una catastrofe quando fu impiegato contro le forze mongole, in quanto i Mongoli furono capaci di mantenere la distanza e di avanzare in numero superiore. La New Encyclopædia Britannica, Volume 29, afferma: "Impiegata contro gli invasori mongoli dell'Europa, la guerra di cavalleria fallì in modo ancora più disastroso per i Polacchi nella battaglia di Legnica e per gli Ungheresi nella battaglia di Mohi nel 1241. All'Europa feudale fu risparmiato di condividere il fato della Cina e del Granducato di Mosca non grazie alla sua prodezza tattica, ma grazie alla morte inattesa del sovrano supremo dei Mongoli, Ögedei, e alla successiva ritirata verso est dei suoi eserciti."

## Diffusione mongola della polvere da sparo cinese in Europa
Parecchie fonti menzionano le armi da fuoco e la polvere da sparo cinesi impiegate dai Mongoli contro le forze europee nella battaglia di Mohi in varie forme, incluse bombe scagliate per mezzo di catapulte. Il professor Kenneth Warren Chase attribuisce ai Mongoli l'introduzione in Europa della polvere da sparo e dell'armamento ad essa associato.
Una successiva leggenda sorse in Europa su un misterioso Berthold Schwarz al quale si attribuisce l'invenzione della polvere da sparo nella letteratura europea tra il XV e il XIX secolo.

## Fine dell'avanzata mongola
In Storia dei popoli di lingua inglese, Winston Churchill scrisse:

Ma anche l'Asia stava marciando contro l'Occidente. A un certo momento era sembrato come se tutta l'Europa avrebbe ceduto a una terribile minaccia che si profilava da Oriente. Le barbare orde mongole provenienti dal cuore dell'Asia, formidabili cavalieri armati di archi, avevano travolto la Russia, la Polonia, l'Ungheria e nel 1241 inflissero simultanee, schiaccianti sconfitte ai Tedeschi vicino a Breslavia e alla cavalleria europea vicino a Buda. Almeno la Germania e l'Austria giacevano alla loro mercé. Provvidenzialmente in quest'anno il Gran Khan morì in Mongolia; i capi mongoli ripercorsero in fretta le migliaia di miglia fino a Karakorum, la loro capitale, per eleggere il suo successore, e l'Europa Occidentale si salvò.

Lo storico Jack Weatherford sostiene che la sopravvivenza europea fu dovuta alla riluttanza mongola a combattere nei principati tedeschi, più densamente popolati, dove il clima danneggiava la colla e i tendini degli archi mongoli. Tuttavia, un'obiezione a questa asserzione è che i Mongoli furono disposti a combattere nelle aree densamente popolate della Cina Song e dell'India. Inoltre, i Mongoli furono in grado di conquistare la Cina meridionale, che è localizzata in una zona climatica tropicale e avrebbe ricevuto di gran lunga più precipitazioni e umidità di qualsiasi altro luogo in Europa. Il territorio dell'Europa occidentale aveva più foreste e castelli di quanto i Mongoli fossero abituati, e vi erano opportunità per la cavalleria pesante europea di contrattaccare. Inoltre, malgrado le tattiche delle steppe degli Avari e dei primi Ungheresi, entrambi furono sconfitti dagli Stati Occidentali nel IX e X secolo. Un numero significativo di importanti castelli e città in Ungheria avevano anche resistito alle formidabili e famigerate tattiche di assedio dei Mongoli. Naturalmente, la sua argomentazione non spiega come gli Avari e i Magiari, usando tattiche e armi identiche a quelle dei Mongoli, abbiano ottenuto tali enormi successi contro quelle stesse popolazioni trecento anni prima.
Alcuni storici credono che la ragione per l'arresto di Batu presso il fiume Mohi fu che egli non avesse mai avuto intenzione di avanzare oltre. Egli aveva reso la conquista russa sicura per gli anni a venire e, quando il Gran Khan morì, si precipitò a tornare in Mongolia per presentare la sua pretesa al potere e finì la sua espansione verso ovest. Il richiamo di Subutai nello stesso periodo lasciò gli eserciti mongoli senza il loro capo spirituale e principale stratega. Batu Khan non fu in grado di riprendere i suoi piani di conquista fino al "Grande Mare" (l'Oceano Atlantico) prima del 1255, dopo che il tumulto seguito alla morte di Ögedei si era finalmente placato con l'elezione di Möngke Khan come Gran Khan. Egli non era né capace né interessato a lanciare un'invasione contro l'Europa occidentale.

### Lotte intestine mongole
Dal 1241 al 1248 esistette uno stato di guerra quasi aperta tra il figlio di Joči, Batu, e il figlio di Ögedei, Güyük. L'Impero mongolo era governato da una reggenza sotto la vedova di Ögedei, Töregene Khatun, il cui unico scopo era di assicurare il Gran Khanato a suo figlio, Güyük. C'era così tanta amarezza tra i due rami della famiglia che Güyük morì nel 1248 in viaggio per affrontare Batu per costringerlo ad accettare la sua autorità. Ebbe anche problemi nei suoi ultimi anni con il Principato di Galizia-Volinia, il cui sovrano, Danilo di Galizia, adottò una politica di scontro con l'Orda d'Oro e sconfisse alcuni assalti mongoli nel 1254. Fu sconfitto solo nel 1259, sotto il governo di Berke. Batu Khan riuscì a volgere il suo esercito a ovest solo nel 1255, dopo che Möngke era divenuto Gran Khan nel 1251, ed egli aveva ristabilito le sue relazioni con il Gran Khanato. Tuttavia, mentre si preparava a finire l'invasione dell'Europa, morì. Suo figlio non visse abbastanza a lungo per attuare il piano di suo padre e di Subutai di invadere l'Europa e, con la sua morte, il fratello minore di Batu, Berke, divenne Khan dell'Orda d'Oro. Berke non era interessato a invadere l'Europa quanto a impedire a suo cugino Hulagu Khan di distruggere la Terra santa. Berke si era convertito all'Islam e osservò con orrore mentre suo cugino distruggeva il Califfato abbaside uccidendone il califfo che, per quanto riguardava Berke, era il capo spirituale dell'Islam. I Mamelucchi dell'Egitto, avendo appreso attraverso spie sia che Berke era un musulmano sia che non amava suo cugino, fecero appello a lui per aiuto e furono attenti a coltivare i loro legami con lui e il suo Khanato.
Entrambe le entità erano di origine turca. Molti dei Mamelucchi erano di discendenza turca e anche il Khanato di Berke era quasi completamente turco. Le vere origini di Joči, il figlio maggiore di Gengis Khan, erano discusse ed egli ricevette solo 4 000 guerrieri mongoli per iniziare il suo Khanato. I suoi quasi 500 000 guerrieri erano virtualmente tutti Turchi che si erano sottomessi ai Mongoli. Pertanto, il Khanato era di cultura turca e i suoi abitanti avevano in comune più con i loro fratelli mamelucchi turchi musulmani che con il mongolo sciamanico Hulagu. Così, quando Hulagu Khan cominciò ad ammassare il suo esercito per la guerra contro la Terra Santa controllata dai Mamelucchi, essi fecero prontamente appello a Berke Khan che inviò eserciti contro suo cugino e lo costrinse a difendere i suoi domini al nord.
Hulagu ritornò nelle sue terre verso il 1262, ma invece di riuscire a vendicare le sue sconfitte, dovette volgersi verso nord per affrontare Berke Khan, subendo una grave sconfitta in un tentativo di invasione a nord del Caucaso nel 1263, dopo che Berke Khan lo aveva attirato a nord e lontano dalla Terra Santa. Così, il Khanato di Kipčak non invase mai l'Europa, sorvegliando invece il sud e l'est. Berke mandò truppe in Europa solo due volte, in due incursioni relativamente lievi nel 1259 e 1265, semplicemente per raccogliere il bottino di cui aveva bisogno per pagare le sue guerre contro Hulagu del 1262-65.

## Campagne successive
Le campagne dell'Orda d'Oro negli anni 1280 (quelle in Bulgaria, Ungheria e Polonia) furono su una scala molto più grande di qualsiasi campagna fin dall'invasione del 1241-1242, per l'assenza di guerre civili nell'Impero mongolo del tempo. Esse sono state talvolta definite collettivamente come "la seconda invasione mongola dell'Europa", o "la seconda invasione tataro-mongola dell'Europa centrale e sud-orientale".

### Contro la Polonia (1259 e 1287)
Nel 1259, diciotto anni dopo il primo attacco, due tumen (20 000 uomini) dell'Orda d'Oro, sotto la guida di Berke, attaccarono la Polonia dopo aver invaso la Lituania. Questo attacco fu comandato dal generale Burundai con i giovani principi Nogai e Talabuga. Lublino, Sieradz, Sandomierz, Zawichost, Cracovia e Bytom furono devastate e saccheggiate. Berke in realtà non aveva alcuna intenzione di occupare o di conquistare la Polonia. Dopo questa incursione papa Alessandro IV tentò senza successo di organizzare una crociata contro i Tatari.
Un'incursione sfortunata seguì nel 1287, guidata da Talabuga e Nogai Khan. 30 000 uomini (tre tumen) in due colonne sotto Nogai (10 000 cavalieri mongoli) e Talabuga (20 000 Mongoli e Ruteni) invasero la Piccola Polonia per saccheggiare l'area e si riunirono a nord di Cracovia. Lublino, Mazovia e Sieradz furono invase con successo, ma i Mongoli non riuscirono a catturare Sandomierz e Cracovia e furono respinti con pesanti perdite quando tentarono di assalire le città, sebbene queste ultime fossero devastate. L'esercito principale di Talabuga (il resto della sua colonna essendosi sparpagliato per la campagna a saccheggiare) fu sconfitto dal duca Leszek II nella battaglia di Łagów. Dopo questa grave battuta d'arresto, Talabuga si ricongiunse alle squadre impegnate nei saccheggi e fuggì dalla Polonia con il bottino che era già stato preso. La colonna di Nogai, dopo aver subito perdite durante l'assalto a Cracovia, si divise per invadere le terre sia a nord sia a sud della città. Un distaccamento si diresse verso la cittadina di Stary Sącz, un altro a Podolínec e altri nel Ducato di Sieradz. Il primo distaccamento fu sorpreso e sconfitto dai Polacchi e dai loro alleati ungheresi nella battaglia di Stary Sącz, mentre il secondo devastò l'area di Podhale mentre faceva scaramucce con i locali. Dopo la sconfitta a Stary Sacz, l'intera colonna di Nogai si ritirò in Rutenia.

### Contro la Tracia bizantina (1265, 1324 e 1337)
Durante il regno di Berke vi fu anche un'incursione contro la Tracia. Nell'inverno del 1265, lo zar bulgaro, Costantino Tych, chiese l'intervento mongolo contro i Bizantini nei Balcani. Nogai Khan condusse un'incursione mongola di 20 000 cavalieri (due tumen) contro i territori della Tracia bizantina orientale. Nella primavera del 1265, Michele VIII Paleologo affrontò i Mongoli, ma il suo esercito apparentemente aveva pochissimo morale e fu rapidamente messo in fuga. La maggior parte degli uomini furono abbattuti mentre fuggivano. Michele fu costretto a ritirarsi a Costantinopoli su una nave genovese, mentre l'esercito di Nogai saccheggiava tutta la Tracia. In seguito a questa sconfitta, l'Imperatore bizantino fece un'alleanza con l'Orda d'Oro (che fu enormemente favorevole per quest'ultima), dando sua figlia Eufrosine in matrimonio a Nogai. Michele mandò anche molti tessuti preziosi all'Orda d'Oro come tributo.
Anche durante il regno di Uzbeg Khan la Tracia subì incursioni nel 1324 e 1337.

### Contro la Bulgaria (1241, 1242, 1271, 1274, 1280 e 1285)
Dopo la morte del khan Ögedei, Batu decise di ritornare dall'Ungheria in Mongolia. Parte del suo esercito invase la Bulgaria, ma fu sconfitta dall'esercito bulgaro guidato dallo zar Ivan Asen II. Il successore di quest'ultimo, il reggente Colomanno I, decise di pagare tributo all'Orda d'Oro. Nel 1271 Nogai Khan condusse una riuscita incursione contro il paese, che fu un vassallo dell'Orda d'Oro fino agli inizi del XVI secolo. La Bulgaria fu poi di nuovo invasa dai Tatari nel 1274, 1280 e 1285. Nel 1278 e 1279 lo zar Ivailo guidò l'esercito bulgaro e respinse le incursioni mongole prima di essere circondato a Silistra. Dopo un assedio di tre mesi, riuscì ancora una volta a sfondare le forze di élite mongole, costringendole a ritirarsi a nord del Danubio. Nel 1280 una ribellione ispirata da Bisanzio lasciò Ivailo senza grande sostegno, e così si rifugiò nell'accampamento di Nogai, chiedendogli aiuto prima di essere ucciso dai Mongoli. Lo zar Giorgio I, tuttavia, divenne un vassallo mongolo prima che la minaccia mongola cessasse definitivamente con il regno di Teodoro Svetoslav.

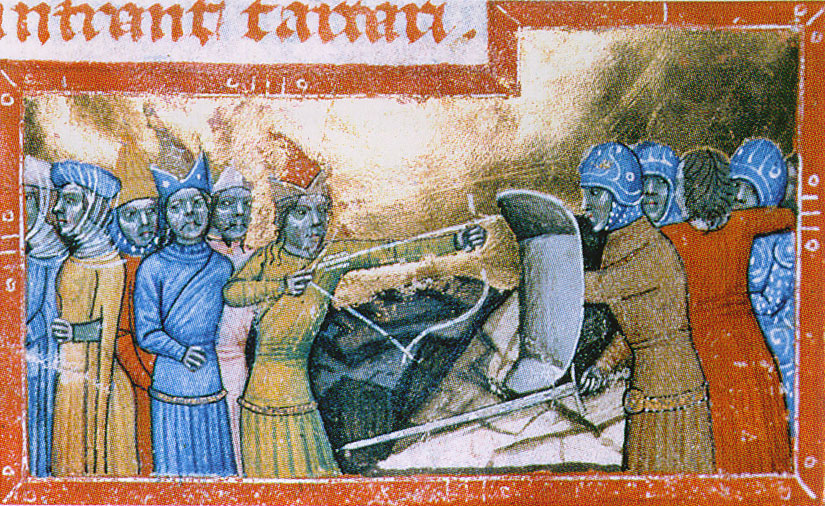
Invasione mongola dell'Ungheria nel 1285

### Contro l'Ungheria (1285)
Nel 1285 Nogai Khan guidò un'invasione dell'Ungheria a fianco di Talabuga. Nogai guidò un esercito che devastò con successo la Transilvania: città come Reghin, Brașov e Bistrița furono saccheggiate e devastate. Tuttavia Talabuga, che guidava l'esercito principale nell'Ungheria settentrionale, fu fermato dalla neve pesante dei Carpazi e la forza d'invasione fu sconfitta vicino a Pest dall'esercito reale di Ladislao IV e subì l'imboscata dei Siculi al ritorno. La stessa colonna di Nogai subì gravi perdite per mano delle truppe locali (Sassoni e Valacchi), e fu attaccata ripetutamente durante la ritirata dall'esercito reale, fresco della sua vittoria su Talabuga. Come con le invasioni successive, fu respinta prontamente, i Mongoli perdendo gran parte della loro forza d'invasione. L'esito non sarebbe potuto essere in più netto contrasto con l'invasione del 1241, in gran parte a causa delle riforme di Béla IV, che inclusero progressi nelle tattiche militari e, soprattutto, la costruzione diffusa di castelli di pietra, entrambe risposte alla sconfitta del Regno d'Ungheria nel 1241. L'attacco mongolo contro l'Ungheria eliminò la sua potenza militare e fece sì che cessassero le dispute sui confini europei.

### Contro la Serbia (1291)

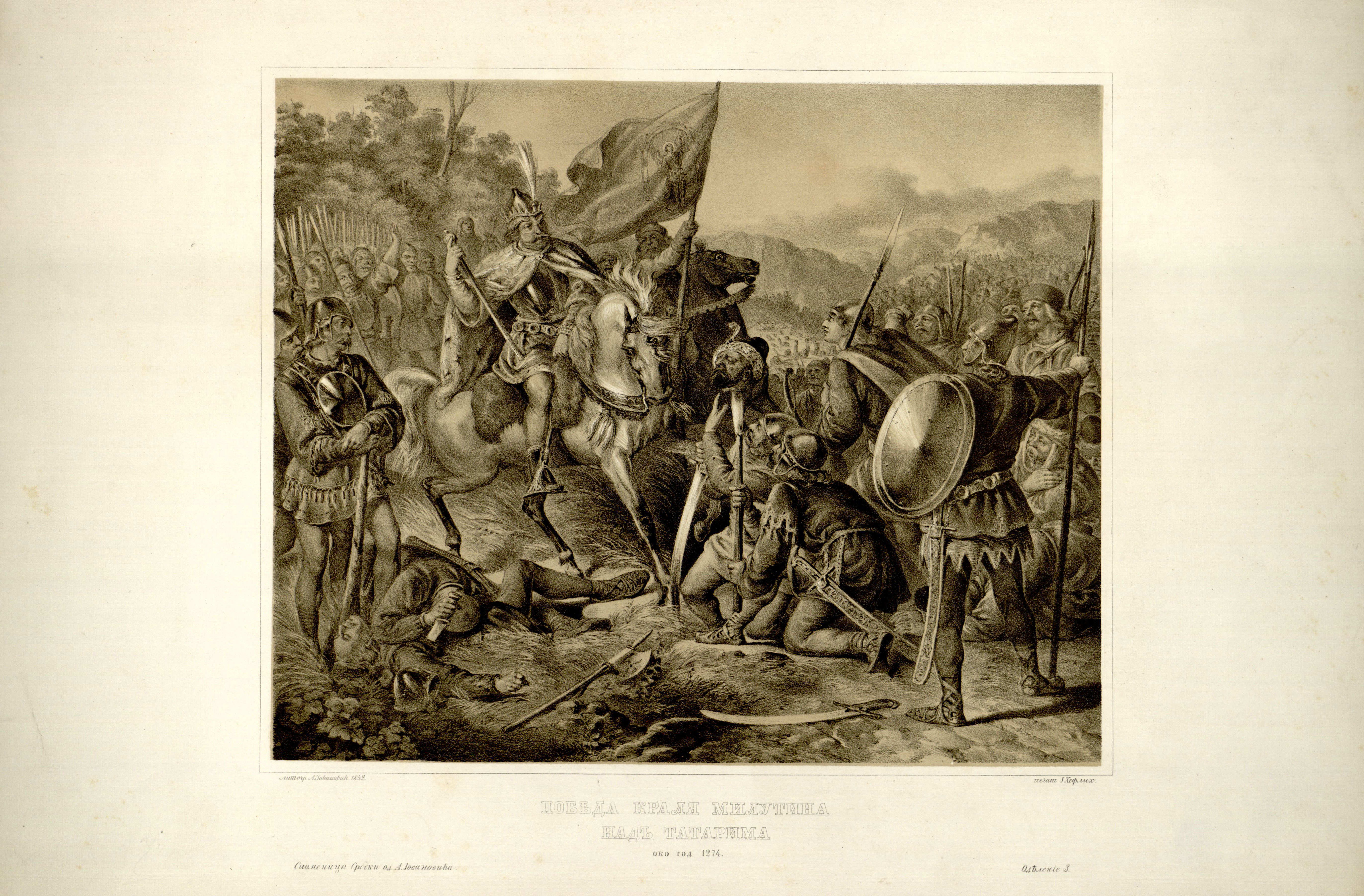
Il re serbo Uroš II Milutin dopo la vittoria sui Mongoli.

Nel 1291 una grande alleanza mongolo-bulgara fece una scorreria in Serbia, dove però il re Stefano Uroš II Milutin la sconfisse. Tuttavia, il re serbo riconobbe la supremazia di Nogai e inviò suo figlio come ostaggio per impedire ulteriori ostilità quando Nogai minacciò di guidare lui stesso una spedizione punitiva.

## Galleria d'immagini

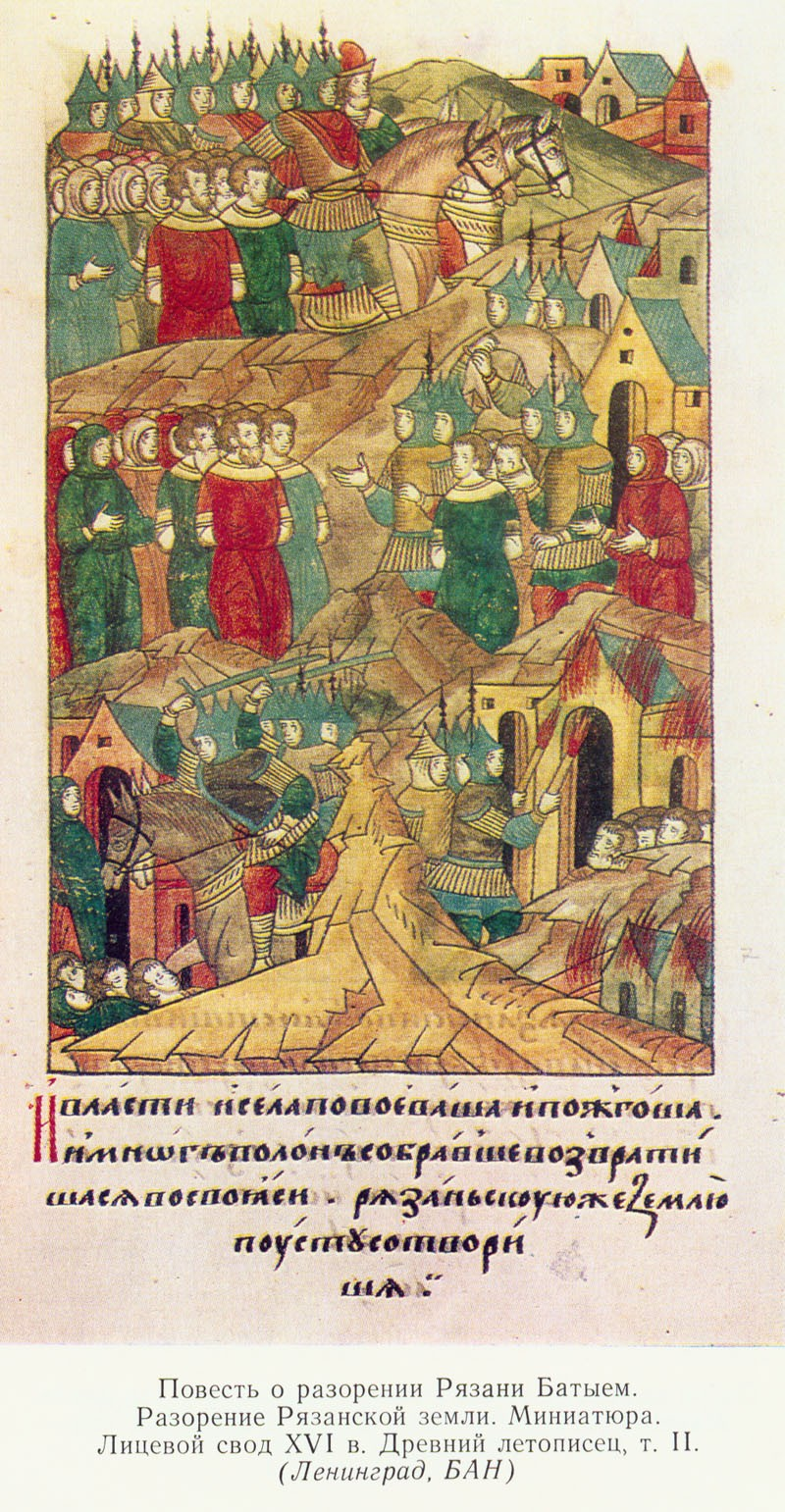
Incursione dell'Orda d'Oro a Rjazan'
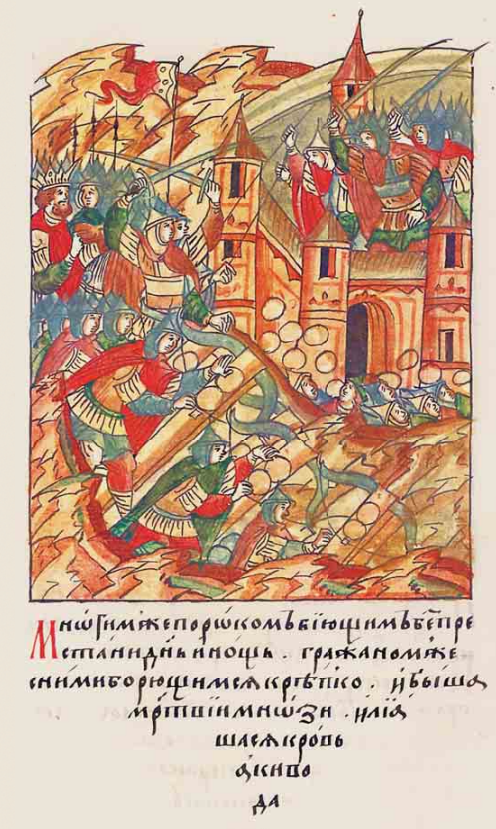
Incursione dell'Orda d'Oro a Kiev
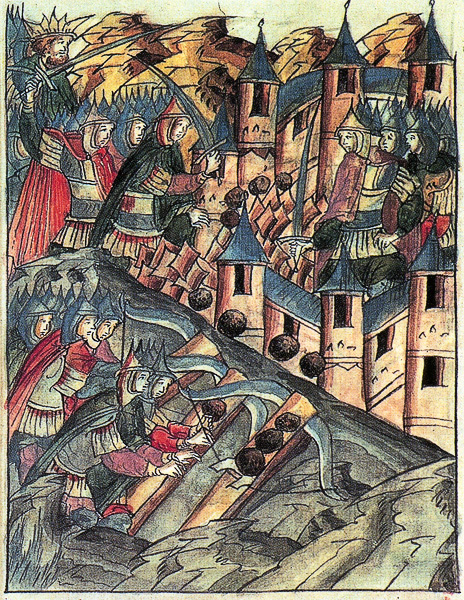
Incursione dell'Orda d'Oro a Kozel'sk
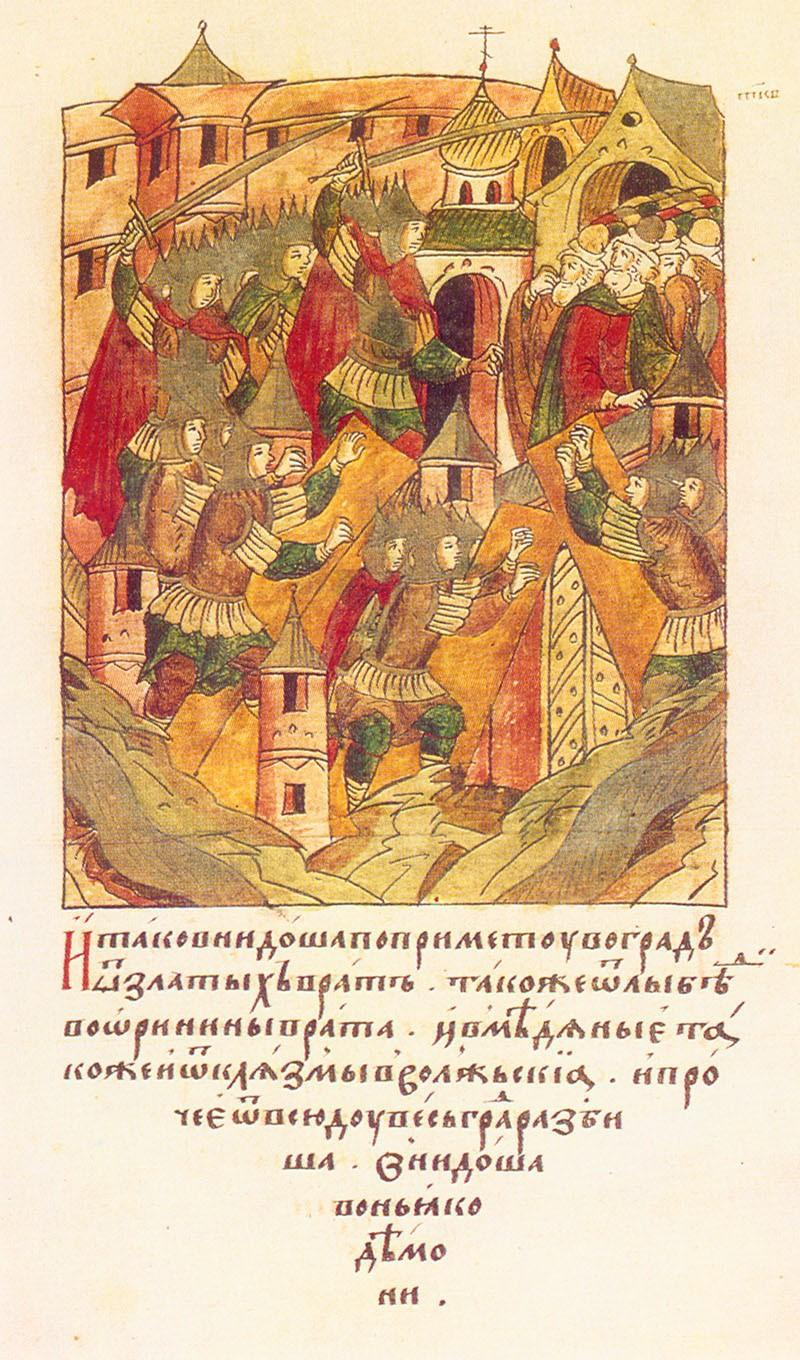
Incursione dell'Orda d'Oro a Vladimir
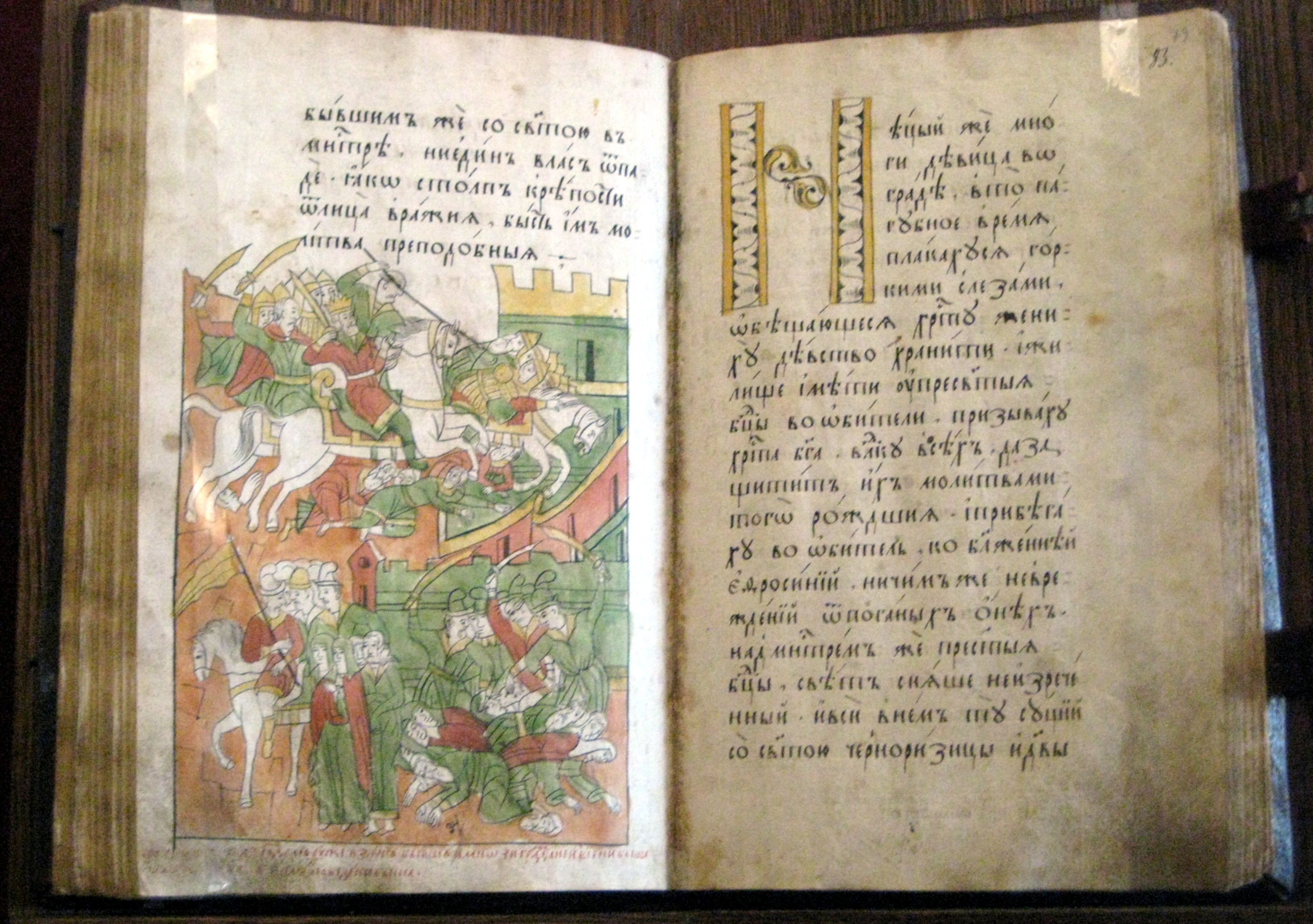
Incursione dell'Orda d'Oro a Suzdal
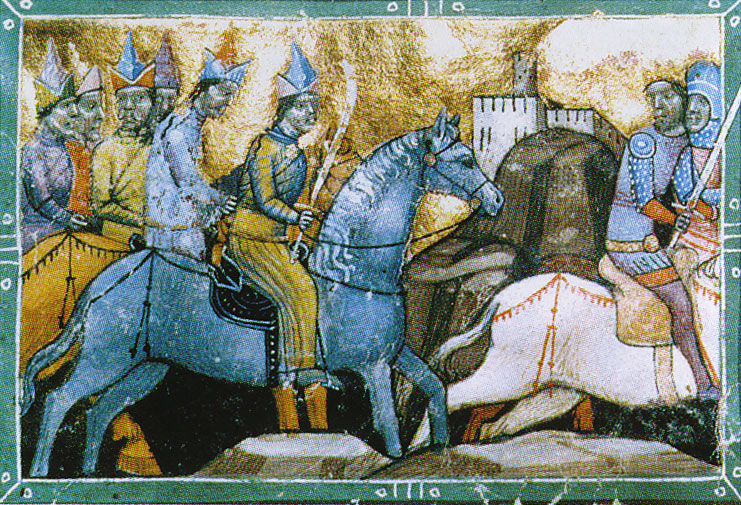
Il re ungherese Béla IV in fuga dai Mongoli guidati dal generale Kadan dell'Orda d'Oro.